# Elecciones regionales de Trentino-Alto Adigio de 2023
Las elecciones regionales de Trentino-Alto Adigio de 2023 tuvieron lugar el 22 de octubre de 2023 para renovar los consejos provinciales de Trento y Bolzano, así como el Consejo Regional de Trentino-Alto Adigio. El Consejo Regional es la simple suma de los consejos provinciales de las dos provincias y se reúne tanto en Trento como en Bolzano.
También se realizaron las elecciones para elegir al presidente de la provincia autónoma de Trento.

## Antecedentes
Desde las elecciones generales de Italia de 2018, comenzaron a producirse muchos cambios en el panorama político de Trentino-Alto Adigio. Por primera vez desde las elecciones generales de Italia de 1996, la coalición de centroderecha logró derrotar a la coalición de centroizquierda en Trentino en unas elecciones generales. Poco después, el Partido Autonomista Trentino Tirolés (PATT) decidió presentarse por separado (en alemán: Blockfrei), lo que llevó a la primera victoria de la coalición de centroderecha liderada por Maurizio Fugatti en una elección provincial en Trentino desde el comienzo de la Segunda República Italiana con las elecciones generales de Italia de 1994.
En Tirol del Sur, el sistema de partidos tradicionalmente dominante liderado por el Partido Popular Sudtirolés (SVP) perdió su mayoría en las elecciones regionales de Trentino-Alto Adigio de 2013. En las elecciones generales de 2018, el SVP y el Partido Democrático (PD) de la coalición de centroizquierda perdieron su mayoría, lo que obligó al SVP a formar una coalición con la Lega Alto Adige Südtirol debido al sistema de Proporzionale etnica. En las elecciones al Parlamento Europeo de 2019 en Trentino-Alto Adigio, el SVP rompió su alianza tradicional con el PD y unió fuerzas con el partido de centroderecha Forza Italia (FI). De manera similar, en las elecciones generales de 2022, el SVP y el PATT decidieron presentarse separados del centroizquierda y unir fuerzas con algunos partidos autonomistas de centroderecha como Proyecto Trentino.
Después de que Hermanos de Italia se convirtiera en el mayor partido de Trentino en las elecciones generales de 2022, FdI propuso a Francesca Gerosa como nueva candidata de centroderecha. Esto provocó un conflicto con el PATT, que se unió a la coalición de centroderecha en una elección por primera vez desde 2001 y que se manifestó firmemente en su contra.

## Organización institucional
La región con estatuto especial de Trentino-Alto Adigio se divide en dos provincias, la de Bolzano, cuya mayoría de habitantes son de habla alemana, y la de Trento. Desde 1972, las dos provincias se han beneficiado de un estatus de autonomía que incluye la mayoría de los poderes normalmente devueltos a las regiones con estatus especial.
Desde 2002, el Consejo Regional está formado por la suma del Consejo Provincial de Bolzano y la de Trento. La mitad de la legislatura se reúne en Bolzano y la otra mitad en Trento.
Asimismo, la presidencia de la región se alterna cada 30 meses entre los dos presidentes provinciales.

## Provincia autónoma de Trento

### Sistema electoral
En Trentino las elecciones se realizan sobre la base de las normas contenidas en la ley provincial nº2 de 5 de marzo de 2003.
En concreto, prevé, para la elección directa del Presidente de la Provincia, que un candidato sea declarado ganador (y entre automáticamente en el Consejo Provincial) si simplemente obtiene el mayor número de preferencias.
En cuanto a la elección de los consejeros provinciales, la distribución de escaños entre los partidos se realiza con un sistema electoral proporcional con prima de gobernabilidad: de hecho, a la coalición que apoya al presidente electo se le garantiza una mayoría absoluta de escaños, es decir, 18. Sin embargo, si el presidente electo obtiene al menos el 40% de los votos, a sus partidos se les asignan al menos tres quintas partes de los escaños, es decir, 21. Por otra parte, para proteger a las minorías, la coalición ganadora no puede controlar más de siete décimas partes de la asamblea, es decir 24 escaños.
En el seno de las coaliciones individuales, o en todo caso en aquellas formaciones cuyo resultado electoral respeta naturalmente los umbrales antes citados, la asignación de escaños entre las listas de los partidos individuales se realiza según el método D'Hondt, y dentro de las listas se proclaman electos los candidatos más votados.
Por último, cabe destacar la posibilidad del voto dividido entre elecciones y la presencia automática, como miembro de la asamblea, del candidato más votado en el distrito de municipios ladinos.

### Presentación de candidaturas
Filippo Degasperi, ex consejero provincial, se presenta el 8 de marzo de 2023 con una coalición compuesta por Unión Popular, Ola (el movimiento de Filippo Degasperi) y Mi Valle. La coalición tomó el nombre de "Ola Popular".
El 31 de marzo de 2023, el Partido Democrático (PD) anunció la candidatura del alcalde de Rovereto Francesco Valduga, quien también obtuvo el apoyo de Campobase de Lorenzo Dellai, Acción, Italia Viva, Alianza Verdes e Izquierda, además del movimiento autonomista Casa Autonomía, promovido por exmiembros del Partido Autonomista Trentino Tirolés, opuestos a apoyar al presidente saliente Fugatti, y de la lista Fascegn. La coalición tomó el nombre de "Alianza Democrática Autonomista".
El 1 de julio de 2023, durante una conferencia celebrada en Trento, el presidente honorario del Partido Comunista, Marco Rizzo, anunció su candidatura con la lista Democracia Soberana Popular.
El 14 de julio Alternativa inició la recogida de firmas para la candidatura de Elena Dardo apoyada por exmiembros del M5S.
El 29 de julio de 2023, la coalición de centroderecha anunció la re-candidatura del presidente saliente Maurizio Fugatti, apoyado también por Hermanos de Italia (que abandonó su intención inicial de presentarse en solitario), Forza Italia, Lega y UdC. A la coalición también se ha unido el Partido Autonomista Trentino Tirolés, poniendo fin a veinticinco años de alianza con el centroizquierda e introduciendo en sus listas candidatos de los Autonomistas Populares y Proyecto Trentino. Por primera vez, además de La Cívica y Fassa, también habrá una lista cívica vinculada directamente al presidente y liderada por el consejero de trabajo saliente Achille Spinelli. La coalición tomó el nombre de "Acuerdo por la Autonomía".
El 1 de agosto el Movimiento 5 Estrellas hizo oficial la candidatura de Alex Marini, consejero provincial saliente y coordinador del M5S para Trentino.
El 18 de agosto, el exdiputado de la Lega Sergio Divina anunció su candidatura independiente liderando una coalición autonomista integrada por Alternativa Popular, Nosotros con Divina Presidente y Jóvenes por Divina Presidente. La coalición tomó el nombre de "Alianza por el Trentino".

### Partidos y candidatos
| Political party or alliance | Political party or alliance       | Constituent lists                                                             | Constituent lists                       | Previous result | Previous result | Candidate         |
| Political party or alliance | Political party or alliance       | Constituent lists                                                             | Constituent lists                       | Votes (%)       | Seats           | Candidate         |
| --------------------------- | --------------------------------- | ----------------------------------------------------------------------------- | --------------------------------------- | --------------- | --------------- | ----------------- |
|                             | Acuerdo por la Autonomía          |                                                                               | Liga Trentino (LT)                      | 13,05           | 5               | Maurizio Fugatti  |
|                             | Acuerdo por la Autonomía          | Hermanos de Italia (FdI)                                                      | 12,35                                   | 5               |                 | Maurizio Fugatti  |
|                             | Acuerdo por la Autonomía          | Fugatti Presidente                                                            | 10,73                                   | 4               |                 | Maurizio Fugatti  |
|                             | Acuerdo por la Autonomía          | Partido Autonomista Trentino Tirolés–Autonomista Popular (PATT–AP) (incl. PT) | 8,18                                    | 3               |                 | Maurizio Fugatti  |
|                             | Acuerdo por la Autonomía          | La Cívica (LC)                                                                | 4,85                                    | 2               |                 | Maurizio Fugatti  |
|                             | Acuerdo por la Autonomía          | Asociación Fassa (Fassa)                                                      | 0,87                                    | 1               |                 | Maurizio Fugatti  |
|                             | Acuerdo por la Autonomía          | Forza Italia (FI)                                                             | 2,02                                    | 0               |                 | Maurizio Fugatti  |
|                             | Acuerdo por la Autonomía          | Unión de Centro (UDC)                                                         | 0,59                                    | 0               |                 | Maurizio Fugatti  |
|                             | Alianza Democrática Autonomista   |                                                                               | Partido Democrático (PD) (incl. Futura) | 13,9            | 4               | Francesco Valduga |
|                             | Alianza Democrática Autonomista   | Campobase (CB)                                                                | 4,0                                     | 1               |                 | Francesco Valduga |
|                             | Alianza Democrática Autonomista   | Alianza Verdes e Izquierda (AVS)                                              | 1,4                                     | 0               |                 | Francesco Valduga |
|                             | Alianza Democrática Autonomista   | Acción (Az)                                                                   | —                                       | —               |                 | Francesco Valduga |
|                             | Alianza Democrática Autonomista   | Italia Viva (IV)                                                              | —                                       | —               |                 | Francesco Valduga |
|                             | Alianza Democrática Autonomista   | Fascegn                                                                       | —                                       | —               |                 | Francesco Valduga |
|                             | Alianza Democrática Autonomista   | Casa Autonomía (CA)                                                           | —                                       | —               |                 | Francesco Valduga |
|                             | Movimiento 5 Estrellas (M5S)      | Movimiento 5 Estrellas (M5S)                                                  | Movimiento 5 Estrellas (M5S)            | 7,2             | 1               | Alex Marini       |
|                             | Ola Popular                       |                                                                               | Unión Popular                           | 0,8             | 0               | Filippo Degasperi |
|                             | Ola Popular                       | Ola                                                                           | —                                       | —               |                 | Filippo Degasperi |
|                             | Ola Popular                       | Mi Valle                                                                      | —                                       | —               |                 | Filippo Degasperi |
|                             | Alianza por el Trentino           |                                                                               | Nosotros con Divina Presidente (NcD)    | —               | —               | Sergio Divina     |
|                             | Alianza por el Trentino           | Alternativa Popular (AP)                                                      | —                                       | —               |                 | Sergio Divina     |
|                             | Alianza por el Trentino           | Jóvenes por Divina Presidente                                                 | —                                       | —               |                 | Sergio Divina     |
|                             | Democracia Soberana Popular (DSP) | Democracia Soberana Popular (DSP)                                             | Democracia Soberana Popular (DSP)       | —               | —               | Marco Rizzo       |
|                             | Alternativa                       | Alternativa                                                                   | Alternativa                             | —               | —               | Elena Dardo       |

### Encuestas de opinión

#### Candidatos
| Fecha          | Encuestadora       | Muestra | Fugatti | Valduga | Marini | Degasperi | Divina | Rizzo | Dardo | Otros | Dif. |
| -------------- | ------------------ | ------- | ------- | ------- | ------ | --------- | ------ | ----- | ----- | ----- | ---- |
| Fecha          | Encuestadora       | Muestra |         |         |        |           |        |       |       | Otros | Dif. |
| 2–3 Oct 2023   | BiDiMedia          | 1.000   | 42,7    | 35,9    | 4,2    | 4,5       | 9,0    | 3,2   | 0,5   | —     | 6,8  |
| 12–17 Sep 2023 | TermometroPolitico | 1.000   | 35      | 36      | 5      | 2         | 13     | 6     | —     | 3     | 1    |

#### Partidos
| Fecha          | Encuestadora | Muestra | Acuerdo por la Autonomía | Acuerdo por la Autonomía | Acuerdo por la Autonomía | Acuerdo por la Autonomía | Acuerdo por la Autonomía | Acuerdo por la Autonomía | Acuerdo por la Autonomía | Acuerdo por la Autonomía | Acuerdo por la Autonomía | Alianza Democrática Autonomista | Alianza Democrática Autonomista | Alianza Democrática Autonomista | Alianza Democrática Autonomista | Alianza Democrática Autonomista | Alianza Democrática Autonomista | Alianza Democrática Autonomista | Alianza Democrática Autonomista | M5S | Ola Popular | Ola Popular | Ola Popular | Alianza por el Trentino | Alianza por el Trentino | Alianza por el Trentino | Alianza por el Trentino | DSP | Alt. | Dif. |
| Fecha          | Encuestadora | Muestra | LT                       | PATT–PT–AP               | LC                       | FI                       | UdC                      | FdI                      | Fassa                    | NM                       | Fugatti                  | PD                              | Futura                          | CB                              | AVS                             | Az                              | IV                              | CA                              | Fascegn                         | M5S | UP          | Onda        | LMV         | TAL                     | NcD                     | AP                      | GDP                     | DSP | Alt. | Dif. |
| -------------- | ------------ | ------- | ------------------------ | ------------------------ | ------------------------ | ------------------------ | ------------------------ | ------------------------ | ------------------------ | ------------------------ | ------------------------ | ------------------------------- | ------------------------------- | ------------------------------- | ------------------------------- | ------------------------------- | ------------------------------- | ------------------------------- | ------------------------------- | --- | ----------- | ----------- | ----------- | ----------------------- | ----------------------- | ----------------------- | ----------------------- | --- | ---- | ---- |
| Fecha          | Encuestadora | Muestra |                          |                          |                          |                          |                          |                          |                          |                          |                          |                                 |                                 |                                 |                                 |                                 |                                 |                                 |                                 |     |             |             |             |                         |                         |                         |                         |     |      | Dif. |
| 2–3 Oct 2023   | BiDiMedia    | 1.000   | 10,6                     | 6,7                      | 5,3                      | 1,3                      | 0,8                      | 13,6                     | 1,1                      | —                        | 5,6                      | 16,3                            | —                               | 6,8                             | 3,7                             | 2,0                             | 1,3                             | 4,8                             | 0,7                             | 3,9 | 1,0         | 2,5         | 0,8         | —                       | 3,5                     | 3,2                     | 1,3                     | 2,7 | 0,5  | 2,7  |
| 11–14 Jul 2023 | Winpoll      | 850     | 10                       | 11                       | 4                        | 3                        | 1                        | 20                       | —                        | 2                        | —                        | 18                              | 1                               | 3                               | 6                               | 3                               | 2                               | 2                               | —                               | 7   | 4           | 4           | —           | 2                       | —                       | —                       | —                       | 1   | —    | 2    |

1. 1 2 3  se retiró

### Resultados

Partido más votado por comune

Candidato a presidente más votado por comune

Partido más votado por comune

|                                      |                                    |         |       |         |                                      |                             |         |      |         |       |
| Candidatos                           | Candidatos                         | Votos   | %     | Escaños | Partidos                             | Partidos                    | Votos   | %    | Escaños | +/−   |
|                                      | Maurizio Fugatti                   | 129.758 | 51,82 | 1       |                                      |                             |         |      |         |       |
|                                      | Maurizio Fugatti                   | 129.758 | 51,82 | 1       | Liga Trentino                        | 30.347                      | 13,05   | 5    | –8      |       |
|                                      | Maurizio Fugatti                   | 129.758 | 51,82 | 1       | Hermanos de Italia                   | 28.714                      | 12,35   | 5    | +5      |       |
|                                      | Maurizio Fugatti                   | 129.758 | 51,82 | 1       | Fugatti Presidente                   | 24.953                      | 10,73   | 4    | Nuevo   |       |
|                                      | Maurizio Fugatti                   | 129.758 | 51,82 | 1       | Partido Autonomista Trentino Tirolés | 19.011                      | 8,18    | 3    | –3      |       |
|                                      | Maurizio Fugatti                   | 129.758 | 51,82 | 1       | La Cívica                            | 11.285                      | 4,85    | 2    | ±0      |       |
|                                      | Maurizio Fugatti                   | 129.758 | 51,82 | 1       | Forza Italia                         | 4.708                       | 2,02    | 0    | –1      |       |
|                                      | Maurizio Fugatti                   | 129.758 | 51,82 | 1       | Asociación Fassa                     | 2.018                       | 0,87    | 1    | ±0      |       |
|                                      | Maurizio Fugatti                   | 129.758 | 51,82 | 1       | Unión de Centro                      | 1.362                       | 0,59    | 0    | ±0      |       |
| Total                                | Total                              | 129.758 | 51,82 | 1       | 122.398                              | 52,64                       | 20      | –3   |         |       |
|                                      | Francesco Valduga                  | 93.888  | 37,50 | 1       |                                      |                             |         |      |         |       |
|                                      | Francesco Valduga                  | 93.888  | 37,50 | 1       | Partido Democrático                  | 38.689                      | 16,64   | 7    | +3      |       |
|                                      | Francesco Valduga                  | 93.888  | 37,50 | 1       | Campobase                            | 19.553                      | 8,41    | 3    | +2      |       |
|                                      | Francesco Valduga                  | 93.888  | 37,50 | 1       | Casa Autonomía                       | 9.968                       | 4,29    | 1    | Nuevo   |       |
|                                      | Francesco Valduga                  | 93.888  | 37,50 | 1       | Alianza Verdes e Izquierda           | 7.565                       | 3,25    | 1    | +1      |       |
|                                      | Francesco Valduga                  | 93.888  | 37,50 | 1       | Fascegn                              | 3.634                       | 1,56    | 0    | ±0      |       |
|                                      | Francesco Valduga                  | 93.888  | 37,50 | 1       | Italia Viva                          | 3.399                       | 1,46    | 0    | Nuevo   |       |
|                                      | Francesco Valduga                  | 93.888  | 37,50 | 1       | Acción                               | 3.302                       | 1,42    | 0    | Nuevo   |       |
| Total                                | Total                              | 93.888  | 37,50 | 1       | 86.110                               | 37,03                       | 12      | +5   |         |       |
|                                      | Filippo Degasperi                  | 9.533   | 3,81  | 1       |                                      |                             |         |      |         |       |
|                                      | Filippo Degasperi                  | 9.533   | 3,81  | 1       | Ola                                  | 5.864                       | 2,52    | 0    | Nuevo   |       |
|                                      | Filippo Degasperi                  | 9.533   | 3,81  | 1       | Mi Valle                             | 1.204                       | 0,52    | 0    | Nuevo   |       |
|                                      | Filippo Degasperi                  | 9.533   | 3,81  | 1       | Unión Popular                        | 1.088                       | 0,47    | 0    | ±0      |       |
| Total                                | Total                              | 9.533   | 3,81  | 1       | 8.156                                | 3,51                        | 0       | —    |         |       |
|                                      | Marco Rizzo                        | 5,651   | 2,26  | 0       |                                      | Democracia Soberana Popular | 5,457   | 2.35 | 0       | Nuevo |
|                                      | Sergio Divina                      | 5.558   | 2,22  | 0       |                                      |                             |         |      |         |       |
|                                      | Sergio Divina                      | 5.558   | 2,22  | 0       | Alternativa Popular                  | 2.261                       | 0,97    | 0    | Nuevo   |       |
|                                      | Sergio Divina                      | 5.558   | 2,22  | 0       | Nosotros con Divina Presidente       | 1.845                       | 0,79    | 0    | Nuevo   |       |
|                                      | Sergio Divina                      | 5.558   | 2,22  | 0       | Jóvenes por Divina Presidente        | 642                         | 0,28    | 0    | Nuevo   |       |
| Total                                | Total                              | 5.558   | 2,22  | 0       | 4.748                                | 2,04                        | 0       | —    |         |       |
|                                      | Alex Marini                        | 4.796   | 1,92  | 0       |                                      | Movimiento 5 Estrellas      | 4.523   | 1,95 | 0       | –1    |
|                                      | Elena Dardo                        | 1.205   | 0,48  | 0       |                                      | Alternativa                 | 1.121   | 0,48 | 0       | Nuevo |
|                                      |                                    |         |       |         |                                      |                             |         |      |         |       |
| Votos válidos                        | Votos válidos                      | 250.389 | 97,05 |         |                                      |                             |         |      |         |       |
| Votos nulos                          | Votos nulos                        | 7.614   | 2,95  |         |                                      |                             |         |      |         |       |
| Total candidatos                     | Total candidatos                   | 258.003 | 100   | 3       | Total partidos                       | Total partidos              | 232.513 | 100  | 32      | ±0    |
| Votantes registrados/participación   | Votantes registrados/participación | 441.723 | 58,41 |         |                                      |                             |         |      |         |       |
| Fuente: Provincia autónoma de Trento |                                    |         |       |         |                                      |                             |         |      |         |       |

| \| Voto popular (partido) \| Voto popular (partido) \| Voto popular (partido) \| Voto popular (partido) \| Voto popular (partido) \| \| ---------------------- \| ---------------------- \| ---------------------- \| ---------------------- \| ---------------------- \| \| \| \| \| \| \| \| PD \| PD \| \| 16.64 % \| 16.64 % \| \| Lega \| Lega \| \| 13.05 % \| 13.05 % \| \| FdI \| FdI \| \| 12.35 % \| 12.35 % \| \| FP \| FP \| \| 10.73 % \| 10.73 % \| \| CB \| CB \| \| 8.41 % \| 8.41 % \| \| PATT \| PATT \| \| 8.18 % \| 8.18 % \| \| LC \| LC \| \| 4.85 % \| 4.85 % \| \| CA \| CA \| \| 4.29 % \| 4.29 % \| \| AVS \| AVS \| \| 3.25 % \| 3.25 % \| \| Onda \| Onda \| \| 2.52 % \| 2.52 % \| \| DSP \| DSP \| \| 2.35 % \| 2.35 % \| \| FI \| FI \| \| 2.02 % \| 2.02 % \| \| M5S \| M5S \| \| 1.95 % \| 1.95 % \| \| Fascegn \| Fascegn \| \| 1.56 % \| 1.56 % \| \| IV \| IV \| \| 1.46 % \| 1.46 % \| \| Acción \| Acción \| \| 1.42 % \| 1.42 % \| \| AP \| AP \| \| 0.97 % \| 0.97 % \| \| Fassa \| Fassa \| \| 0.87 % \| 0.87 % \| \| NcDP \| NcDP \| \| 0.79 % \| 0.79 % \| \| UdC \| UdC \| \| 0.59 % \| 0.59 % \| \| LMV \| LMV \| \| 0.52 % \| 0.52 % \| \| Alt. \| Alt. \| \| 0.48 % \| 0.48 % \| \| UP \| UP \| \| 0.47 % \| 0.47 % \| \| GcDP \| GcDP \| \| 0.28 % \| 0.28 % \| |         |  |         |         |
| Voto popular (partido) |         |  |         |         |
| |         |  |         |         |
| PD | PD      |  | 16.64 % | 16.64 % |
| Lega | Lega    |  | 13.05 % | 13.05 % |
| FdI | FdI     |  | 12.35 % | 12.35 % |
| FP | FP      |  | 10.73 % | 10.73 % |
| CB | CB      |  | 8.41 %  | 8.41 %  |
| PATT | PATT    |  | 8.18 %  | 8.18 %  |
| LC | LC      |  | 4.85 %  | 4.85 %  |
| CA | CA      |  | 4.29 %  | 4.29 %  |
| AVS | AVS     |  | 3.25 %  | 3.25 %  |
| Onda | Onda    |  | 2.52 %  | 2.52 %  |
| DSP | DSP     |  | 2.35 %  | 2.35 %  |
| FI | FI      |  | 2.02 %  | 2.02 %  |
| M5S | M5S     |  | 1.95 %  | 1.95 %  |
| Fascegn | Fascegn |  | 1.56 %  | 1.56 %  |
| IV | IV      |  | 1.46 %  | 1.46 %  |
| Acción | Acción  |  | 1.42 %  | 1.42 %  |
| AP | AP      |  | 0.97 %  | 0.97 %  |
| Fassa | Fassa   |  | 0.87 %  | 0.87 %  |
| NcDP | NcDP    |  | 0.79 %  | 0.79 %  |
| UdC | UdC     |  | 0.59 %  | 0.59 %  |
| LMV | LMV     |  | 0.52 %  | 0.52 %  |
| Alt. | Alt.    |  | 0.48 %  | 0.48 %  |
| UP | UP      |  | 0.47 %  | 0.47 %  |
| GcDP | GcDP    |  | 0.28 %  | 0.28 %  |

| \| Voto popular (presidente) \| Voto popular (presidente) \| Voto popular (presidente) \| Voto popular (presidente) \| Voto popular (presidente) \| \| ------------------------- \| ------------------------- \| ------------------------- \| ------------------------- \| ------------------------- \| \| \| \| \| \| \| \| Fugatti \| Fugatti \| \| 51.82 % \| 51.82 % \| \| Valduga \| Valduga \| \| 37.50 % \| 37.50 % \| \| Degasperi \| Degasperi \| \| 3.81 % \| 3.81 % \| \| Rizzo \| Rizzo \| \| 2.26 % \| 2.26 % \| \| Divina \| Divina \| \| 2.22 % \| 2.22 % \| \| Marini \| Marini \| \| 1.92 % \| 1.92 % \| \| Dardo \| Dardo \| \| 0.48 % \| 0.48 % \| |           |  |         |         |
| Voto popular (presidente) |           |  |         |         |
| |           |  |         |         |
| Fugatti | Fugatti   |  | 51.82 % | 51.82 % |
| Valduga | Valduga   |  | 37.50 % | 37.50 % |
| Degasperi | Degasperi |  | 3.81 %  | 3.81 %  |
| Rizzo | Rizzo     |  | 2.26 %  | 2.26 %  |
| Divina | Divina    |  | 2.22 %  | 2.22 %  |
| Marini | Marini    |  | 1.92 %  | 1.92 %  |
| Dardo | Dardo     |  | 0.48 %  | 0.48 %  |

#### Consejeros electos
| Circunscripción | Partido | Partido | Consejero            | Votos |
| --------------- | ------- | ------- | -------------------- | ----- |
| Trentino        |         | Lega    | Maurizio Fugatti     | —     |
| Trentino        |         | CB      | Francesco Valduga    | —     |
| Trentino        |         | Ola     | Filippo Degasperi    | —     |
| Trentino        |         | PD      | Mariachiara Franzoia | 3.366 |
| Trentino        |         | PD      | Paolo Zanella        | 3.244 |
| Trentino        |         | PD      | Andrea de Bertolini  | 2.528 |
| Trentino        |         | PD      | Alessio Manica       | 2.329 |
| Trentino        |         | PD      | Lucia Maestri        | 1.750 |
| Trentino        |         | PD      | Francesca Parolari   | 1.484 |
| Trentino        |         | PD      | Michela Calzà        | 1.447 |
| Trentino        |         | Lega    | Roberto Failoni      | 4.283 |
| Trentino        |         | Lega    | Roberto Paccher      | 2.749 |
| Trentino        |         | Lega    | Giulia Zanotelli     | 2.745 |
| Trentino        |         | Lega    | Mirko Bisesti        | 1.964 |
| Trentino        |         | Lega    | Stefania Segnana     | 1.683 |
| Trentino        |         | FdI     | Francesca Gerosa     | 2.780 |
| Trentino        |         | FdI     | Claudio Cia          | 2.016 |
| Trentino        |         | FdI     | Carlo Daldoss        | 1.624 |
| Trentino        |         | FdI     | Christian Girardi    | 1.488 |
| Trentino        |         | FdI     | Daniele Biada        | 1.406 |

| Circunscripción | Partido | Partido | Consejero         | Votos |
| --------------- | ------- | ------- | ----------------- | ----- |
| Trentino        |         | FP      | Achille Spinelli  | 2.342 |
| Trentino        |         | FP      | Claudio Soini     | 1.389 |
| Trentino        |         | FP      | Antonella Brunet  | 927   |
| Trentino        |         | FP      | Eleonora Angeli   | 837   |
| Trentino        |         | CB      | Chiara Maule      | 2.819 |
| Trentino        |         | CB      | Roberto Stanchina | 1.596 |
| Trentino        |         | CB      | Michele Malfer    | 1.477 |
| Trentino        |         | PATT    | Mario Tonina      | 2.548 |
| Trentino        |         | PATT    | Maria Bosin       | 2.138 |
| Trentino        |         | PATT    | Walter Kaswalder  | 1.827 |
| Trentino        |         | LC      | Mattia Gottardi   | 2.968 |
| Trentino        |         | LC      | Vanessa Masè      | 2.375 |
| Trentino        |         | CA      | Paola Demagri     | 3.784 |
| Trentino        |         | AVS     | Lucia Coppola     | 909   |

1. ↑  Como Presidente de la Región.

## Provincia autónoma de Bolzano

### Sistema electoral
En Alto Adigio las elecciones se celebran según las normas contenidas en la Ley Provincial n.º 14 del 19 de septiembre de 2017.
En concreto, prevé que los 35 miembros del Consejo de la provincia autónoma de Bolzano se elijan con un sistema proporcional “puro”, es decir, sin prima de gobernabilidad ni umbral electoral: al no estar previstos acuerdos de coalición preelectorales, cada lista (que debe tener sin embargo entre 12 y 35 candidatos, con la obligación de tener al menos 1/3 de nombres del sexo opuesto) compite por sí sola.
A diferencia del Trentino, no hay elección directa del Presidente de la Provincia, sino que se delega en el Consejo entre sus miembros.
Una vez realizado el escrutinio, el cociente electoral se determina dividiendo el número de votos válidos entre el número de consejeros a elegir, sumando dos y redondeando el resultado si tiene parte decimal (es decir, utilizando el "Cociente Imperial" dentro del Método del resto mayor). Cada vez que una lista supera el cociente electoral, obtiene un consejero electo.
Si el cociente electoral expresa más representantes elegidos que escaños realmente en la asamblea, se aumenta restando una unidad al divisor. Si, sin embargo, los elegidos con el primer cociente no ocupan todos los puestos disponibles, las vacantes se cubren calculando las cifras de los votos residuales de todas las listas (incluso las que no alcanzaron el cociente electoral) y creando así una clasificación ulterior. Si hay empate en el cómputo de los votos restantes, prevalece el candidato de la lista con mayor cifra electoral; Si este número también está empatado, se realiza un sorteo.
Por último, un mecanismo particular protege la representación de la comunidad de habla ladina: los candidatos de este grupo son contabilizados todos juntos (independientemente de la lista a la que pertenezcan) en una clasificación específica, resolviéndose los posibles empates dando prioridad al candidato más joven. El candidato que ocupa el primer lugar en esta lista, y por tanto tiene el mayor número de votos individuales, es elegido consejero en lugar del último miembro electo de su lista en la distribución ordinaria.
Si, sin embargo, ninguna de las listas que han pasado el cociente electoral tiene candidatos ladinos, el candidato con la cifra individual más alta es igualmente elegido para el Consejo, quitando un escaño a la lista con la cifra electoral más baja (si los escaños fueron todos asignados en la primera distribución) o reemplazando al candidato elegido con la cifra electoral más baja (si se realizó una segunda distribución).

### Partidos
| Nombre | Nombre | Nombre                          | Ideología                                   | Líder                                     | Resultados de 2018 | Resultados de 2018 | Escaños actuales |
| Nombre | Nombre | Nombre                          | Ideología                                   | Líder                                     | Votos (%)          | Escaños            | Escaños actuales |
| ------ | ------ | ------------------------------- | ------------------------------------------- | ----------------------------------------- | ------------------ | ------------------ | ---------------- |
|        | SVP    | Partido Popular Sudtirolés      | Democracia cristiana Regionalismo           | Arno Kompatscher                          | 41,9%              | 15/35              | 14/35            |
|        | TK     | Team K                          | Liberalismo Regionalismo                    | Paul Köllensperger Maria Elisabeth Rieder | 15,2%              | 6/35               | 4/35             |
|        | Lega   | Liga – Unidos por Alto Adigio   | Populismo de derecha Regionalismo           | Christian Bianchi                         | 11,4%              | 4/35               | 3/35             |
|        | V–G–V  | Verdes (incl. SI)               | Ecosocialismo Regionalismo                  | Brigitte Foppa                            | 6,8%               | 3/35               | 3/35             |
|        | dF     | Die Freiheitlichen              | Conservadurismo nacionalista Separatismo    | Sabine Zoderer                            | 6,2%               | 2/35               | 2/35             |
|        | STF    | Libertad Sudtirolesa            | Conservadurismo nacionalista Separatismo    | Sven Knoll                                | 6,2%               | 2/35               | 2/35             |
|        | PD     | Partido Democrático (incl. PSI) | Socialdemocracia                            | Sandro Repetto                            | 3,8%               | 1/35               | 1/35             |
|        | M5S    | Movimiento 5 Estrellas          | Populismo                                   | Diego Nicolini                            | 2,4%               | 1/35               | 1/35             |
|        | FdI    | Hermanos de Italia              | Conservadurismo nacionalista                | Marco Galateo                             | 1,7%               | 1/35               | 1/35             |
|        | FI     | Forza Italia (incl. UdC)        | Conservadurismo liberal                     | Carlo Vettori                             | 1,0%               | 0/35               | 1/35             |
|        | FSmW   | Por Tirol del Sur con Widmann   | Democracia cristiana Regionalismo           | Thomas Widmann                            | No existía         | No existía         | 1/35             |
|        | Enzian | Enzian                          | Escepticismo sobre el COVID-19 Regionalismo | Josef Unterholzner                        | No existía         | No existía         | 1/35             |
|        | Vita   | Vita                            | Escepticismo sobre el COVID-19 Antisistema  | Renate Holzeisen                          | No existía         | No existía         | 0/35             |
|        | JWA    | Lista JWA                       | Separatismo Populismo de derecha            | Jürgen Wirth Anderlan                     | No existía         | No existía         | 0/35             |
|        | CD     | Centroderecha                   | Conservadurismo                             | Filippo Maturi                            | No existía         | No existía         | 0/35             |
|        | LC     | La Cívica (incl. Az, IV)        | Liberalismo                                 | Emanuela Albieri                          | No existía         | No existía         | 0/35             |

### Encuestas de opinión
| Fecha        | Encuestadora                    | Muestra | SVP  | TK   | Lega | V-G-V | dF  | STF | PD  | M5S | FdI | FI  | Enzian | FSmW | JWA | Vita | Otros | Dif. |
| ------------ | ------------------------------- | ------- | ---- | ---- | ---- | ----- | --- | --- | --- | --- | --- | --- | ------ | ---- | --- | ---- | ----- | ---- |
| Fecha        | Encuestadora                    | Muestra |      |      |      |       |     |     |     |     |     |     |        |      |     |      | Otros | Dif. |
| Sep 2023     | Insa                            | 1.000   | 35   | 11   | 4    | 12    | 6   | 5   | 3   | 2   | 7   | 2   | —      | 5    | 2   | 2    | 4     | 23   |
| Ago–Sep 2023 | Apollis                         | 1.002   | 32   | 14   | 5    | 11    | 6   | 6   | 4   | —   | 7   | 2   | —      | 5    | 3   | 2    | 3     | 18   |
| Jul 2023     | Insa                            | 1.000   | 37   | 8    | 7    | 12    | 9   | 7   | 3   | 1   | 7   | 4   | 1      | —    | —   | —    | 4     | 25   |
| Abr 2023     | Demox                           | –       | 36,5 | 12,5 | 5,5  | 10,5  | 6,5 | 6,5 | 3,5 | 2,5 | 7,5 | 1,5 | —      | —    | —   | —    | 4     | 24   |
| Feb–Mar 2023 | Apollis                         | –       | 40   | 13   | 3    | 14    | 7   | 6   | 4   | 2   | 6   | —   | 1      | —    | —   | —    | 4     | 26   |
| Inicio 2023  | Komma (incompleta)              | –       | 36.5 | —    | 5    | —     | —   | —   | —   | 5   | 8   | 1.5 | —      | —    | —   | —    | –     | N/A  |
| Ago 2022     | Apollis                         | –       | 37   | 11   | 5    | 17    | 8   | 4   | 4   | 2   | 6   | —   | 3      | —    | —   | —    | 3     | 20   |
| Jan 2022     | Apollis                         | –       | 42   | 8    | 8    | 14    | 6   | 7   | 4   | 1   | 4   | —   | 1      | —    | —   | —    | 5     | 28   |
| Jul 2021     | Apollis                         | 1,001   | 43   | 9    | 10   | 13    | 4   | 7   | 6   | 2   | 2   | —   | 0      | —    | —   | —    | 4     | 30   |
| 21 Oct 2018  | Elecciones provinciales de 2018 | 284.361 | 41,9 | 15,2 | 11,4 | 6,8   | 6,2 | 6,0 | 3,8 | 2,4 | 1,7 | 1,0 | —      | —    | —   | —    | 4,0   | 26,7 |

### Resultados
|                                           |                                    |         |       |         |       |
| Partidos                                  | Partidos                           | Votos   | %     | Escaños | +/−   |
|                                           | Partido Popular Sudtirolés         | 97.099  | 34,52 | 13      | −2    |
|                                           | Team K                             | 31.203  | 11,09 | 4       | −2    |
|                                           | Libertad Sudtirolesa               | 30.585  | 10,87 | 4       | +2    |
|                                           | Verdes                             | 25.444  | 9,05  | 3       | ±0    |
|                                           | Hermanos de Italia                 | 16.751  | 5,96  | 2       | +1    |
|                                           | Lista JWA                          | 16.597  | 5,90  | 2       | Nuevo |
|                                           | Die Freiheitlichen                 | 13.838  | 4,92  | 2       | ±0    |
|                                           | Partido Democrático                | 9.707   | 3,45  | 1       | ±0    |
|                                           | Por Tirol del Sur con Widmann      | 9.647   | 3,43  | 1       | Nuevo |
|                                           | Liga–Unidos por Alto Adigio        | 8.545   | 3,04  | 1       | −3    |
|                                           | La Cívica                          | 7.301   | 2,60  | 1       | Nuevo |
|                                           | Vita                               | 7.223   | 2,57  | 1       | Nuevo |
|                                           | Movimiento 5 Estrellas             | 2.087   | 0,74  | 0       | −1    |
|                                           | Enzian                             | 1.990   | 0,71  | 0       | Nuevo |
|                                           | Forza Italia                       | 1.627   | 0,58  | 0       | ±0    |
|                                           | Centroderecha                      | 1.601   | 0,57  | 0       | Nuevo |
|                                           |                                    |         |       |         |       |
| Votos válidos                             | Votos válidos                      | 281.245 | 96,88 |         |       |
| Votos en blanco                           | Votos en blanco                    | 3.014   | 1,04  |         |       |
| Votos nulos                               | Votos nulos                        | 6.040   | 2,08  |         |       |
| Total                                     | Total                              | 290.299 | 100   | 35      | ±0    |
| Votantes registrados/participación        | Votantes registrados/participación | 429.841 | 67,54 |         |       |
| Fuente: Provincia de Bolzano – Resultados |                                    |         |       |         |       |

| \| Voto popular \| Voto popular \| Voto popular \| Voto popular \| Voto popular \| \| ------------ \| ------------ \| ------------ \| ------------ \| ------------ \| \| \| \| \| \| \| \| SVP \| SVP \| \| 34.53 % \| 34.53 % \| \| TK \| TK \| \| 11.09 % \| 11.09 % \| \| STF \| STF \| \| 10.87 % \| 10.87 % \| \| Grüne \| Grüne \| \| 9.05 % \| 9.05 % \| \| FdI \| FdI \| \| 5.96 % \| 5.96 % \| \| JWA \| JWA \| \| 5.90 % \| 5.90 % \| \| dF \| dF \| \| 4.92 % \| 4.92 % \| \| PD \| PD \| \| 3.45 % \| 3.45 % \| \| Widmann \| Widmann \| \| 3.43 % \| 3.43 % \| \| Lega \| Lega \| \| 3.04 % \| 3.04 % \| \| Civica \| Civica \| \| 2.60 % \| 2.60 % \| \| Vita \| Vita \| \| 2.57 % \| 2.57 % \| \| M5S \| M5S \| \| 0.74 % \| 0.74 % \| \| Enzian \| Enzian \| \| 0.71 % \| 0.71 % \| \| FI \| FI \| \| 0.58 % \| 0.58 % \| \| CD \| CD \| \| 0.57 % \| 0.57 % \| |         |  |         |         |
| Voto popular |         |  |         |         |
| |         |  |         |         |
| SVP | SVP     |  | 34.53 % | 34.53 % |
| TK | TK      |  | 11.09 % | 11.09 % |
| STF | STF     |  | 10.87 % | 10.87 % |
| Grüne | Grüne   |  | 9.05 %  | 9.05 %  |
| FdI | FdI     |  | 5.96 %  | 5.96 %  |
| JWA | JWA     |  | 5.90 %  | 5.90 %  |
| dF | dF      |  | 4.92 %  | 4.92 %  |
| PD | PD      |  | 3.45 %  | 3.45 %  |
| Widmann | Widmann |  | 3.43 %  | 3.43 %  |
| Lega | Lega    |  | 3.04 %  | 3.04 %  |
| Civica | Civica  |  | 2.60 %  | 2.60 %  |
| Vita | Vita    |  | 2.57 %  | 2.57 %  |
| M5S | M5S     |  | 0.74 %  | 0.74 %  |
| Enzian | Enzian  |  | 0.71 %  | 0.71 %  |
| FI | FI      |  | 0.58 %  | 0.58 %  |
| CD | CD      |  | 0.57 %  | 0.57 %  |

#### Consejeros electos
| Circunscripción | Partido | Partido | Consejero              | Votos  |
| --------------- | ------- | ------- | ---------------------- | ------ |
| Alto Adigio     |         | SVP     | Arno Kompatscher       | 58.771 |
| Alto Adigio     |         | SVP     | Hubert Messner         | 30.605 |
| Alto Adigio     |         | SVP     | Philipp Achammer       | 16.812 |
| Alto Adigio     |         | SVP     | Peter Brunner          | 14.375 |
| Alto Adigio     |         | SVP     | Rosmarie Pamer         | 12.289 |
| Alto Adigio     |         | SVP     | Waltraud Deeg          | 10.985 |
| Alto Adigio     |         | SVP     | Daniel Alfreider       | 10.919 |
| Alto Adigio     |         | SVP     | Luis Walcher           | 10.120 |
| Alto Adigio     |         | SVP     | Arnold Schuler         | 8.340  |
| Alto Adigio     |         | SVP     | Franz Thomas Locher    | 7.777  |
| Alto Adigio     |         | SVP     | Josef Noggler          | 6.117  |
| Alto Adigio     |         | SVP     | Magdalena Amhof        | 5.967  |
| Alto Adigio     |         | SVP     | Harald Strauder        | 5.871  |
| Alto Adigio     |         | TK      | Paul Köllensperger     | 15.409 |
| Alto Adigio     |         | TK      | Maria Elisabeth Rieder | 12.496 |
| Alto Adigio     |         | TK      | Franz Ploner           | 6.950  |
| Alto Adigio     |         | TK      | Alex Ploner            | 5.993  |

| Circunscripción | Partido | Partido | Consejero             | Votos  |
| --------------- | ------- | ------- | --------------------- | ------ |
| Alto Adigio     |         | STF     | Sven Knoll            | 25.290 |
| Alto Adigio     |         | STF     | Myriam Atz Tammerle   | 8.825  |
| Alto Adigio     |         | STF     | Hannes Rabensteiner   | 4.626  |
| Alto Adigio     |         | STF     | Bernhard Zimmerhofer  | 4.342  |
| Alto Adigio     |         | Grüne   | Brigitte Foppa        | 11.772 |
| Alto Adigio     |         | Grüne   | Madeleine Rohrer      | 6.412  |
| Alto Adigio     |         | Grüne   | Zeno Oberkofler       | 4.389  |
| Alto Adigio     |         | FdI     | Marco Galateo         | 2.993  |
| Alto Adigio     |         | FdI     | Anna Scarafoni        | 1.641  |
| Alto Adigio     |         | JWA     | Jürgen Wirth Anderlan | 14.042 |
| Alto Adigio     |         | JWA     | Andreas Colli         | 4.370  |
| Alto Adigio     |         | DF      | Ulli Mair             | 7.883  |
| Alto Adigio     |         | DF      | Andreas Leiter        | 5.320  |
| Alto Adigio     |         | PD      | Sandro Repetto        | 2.703  |
| Alto Adigio     |         | FSW     | Thomas Widmann        | 6.928  |
| Alto Adigio     |         | Lega    | Christian Bianchi     | 3.098  |
| Alto Adigio     |         | LC      | Angelo Gennaccaro     | 3.190  |
| Alto Adigio     |         | Vita    | Renate Holzeisen      | 5.446  |

### Análisis
Los resultados muestran un nuevo descenso del Partido Popular Sudtirolés, que, aunque sigue siendo en gran medida el principal partido provincial, cae por debajo de los 100.000 votos (equivalente a menos del 35% de los votos) y elige 13 concejeros contra los 15 de la legislatura anterior; La "stella alpina" expresa sin embargo los dos candidatos más votados, a saber, el presidente saliente Arno Kompatscher y, sorprendentemente, el médico Hubert Messner (hermano del alpinista Reinhold Messner), que se distancian en gran medida de los demás nombres, incluidos los consejeros salientes. El Team K confirmó su segundo lugar, aunque con más de 10.000 votos menos que en 2018, reduciendo el contingente de consejeros electos de 6 a 4. En tercer lugar, sorprendentemente, se situaron los independentistas de Libertad Sudtirolesa, con un aumento de casi el 5%, duplicando su representación en el consejo (de 2 a 4) y colocando al líder Sven Knoll en el tercer puesto en las preferencias personales. Los Verdes siguen, también en fuerte crecimiento, confirmando el contingente de 3 consejeros. Detrás de ellos se sitúa Hermanos de Italia, que a pesar de haber cuadriplicado sus votos respecto a 5 años antes no ha obtenido un resultado especialmente destacable, pasando de 1 a 2 consejeros electos. Detrás de ellos, con unos cientos de votos de diferencia (también con 2 escaños conseguidos), debutó la lista JWA, fundada por el ex comandante de los Schützen Jürgen Wirth Anderlan sobre la base de un programa populista basado en cuestiones antivacunas, acritud hacia los fenómenos migratorios y negación del cambio climático. Por otro lado, el partido independentista de derecha Die Freiheitlichen, que durante mucho tiempo fue el segundo partido provincial, cayó aún más y perdió alrededor de 4.000 votos en comparación con 2018, pero aún así confirmó a 2 consejeros. El PD se mantuvo bastante estable, manteniendo el escaño único de 2018 y adelantando a la Liga, protagonista de la caída más acusada del consenso (más del 8%), que pasa de 4 a sólo 1 consejero. También consiguieron entrar en el Consejo con un representante cada una las listas Por Tirol del Sur con Widmann (fundada por el exmiembro del SVP y consejero provincial Thomas Widmann, enfrentado con el presidente Kompatscher), La Cívica (que reúne algunas listas que ya se habían presentado en apoyo de la candidatura ganadora de Dario Dal Medico a la alcaldía de Merano, junto a miembros de Acción e Italia Viva) y Vita (movimiento nacional fundado por la ex parlamentaria del Movimiento 5 Estrellas Sara Cunial, con un programa fuertemente basado en la antivacunación). Las listas del Movimiento 5 Estrellas, Centroderecha, Forza Italia y Enzian, en cambio, no obtuvieron consejeros.
En virtud del resultado, el SVP, que siempre había gobernado apoyándose en el único partido "italiano" más votado, se vio obligada por primera vez a buscar más de un aliado con el que formar una mayoría: después de algunas consultas, la elección recayó en Hermanos de Italia (rompiendo la incompatibilidad "histórica" entre el partido y las formaciones descendientes del Movimiento Social Italiano), Lega, Die Freiheitlichen (llevando por primera vez una formación de inspiración independentista al consejo provincial) y el apoyo externo de La Civica (cuyo consejero Angelo Gennaccaro obtuvo la vicepresidencia del consejo provincial y varias delegaciones fuera del consejo).